# اولریش‌اشتاین
شهر اولریش‌اشتاین (به آلمانی: Ulrichstein) در ایالت هسن در کشور آلمان واقع شده‌است.